# Polysyncraton adelon
Polysyncraton adelon är en sjöpungsart som beskrevs av Monniot 200. Polysyncraton adelon ingår i släktet Polysyncraton och familjen Didemnidae. Inga underarter finns listade i Catalogue of Life.